# Phedon Papamichael
Phedon Papamichael Jr., auch Phaedon Papamichael (griechisch Φαίδων Παπαμιχαήλ Phaedon Papamichail; * Februar 1962 in Athen) ist ein griechischer Kameramann und Regisseur.

## Karriere
Phedon Papamichael Jr. wurde als Sohn des griechischen Artdirector Phedon Papamichael 1962 in Athen geboren. Bereits mit vier Jahren zog der Vater mit der Familie nach Los Angeles, um für dessen Cousin John Cassavetes arbeiten zu können. Allerdings trennten sich die Eltern und Papamichael verließ seinen Vater und zog mit der Mutter nach München, wo er bis zu seinem Uni-Abschluss 1982 blieb. Erst nachdem er seinem Vater einige Fotos von ihm schickte, lud dieser 1983 ihn nach Hollywood ein. Allerdings verbrachte Papamichael vorerst sechs Monate in New York, bevor es ihn nach Los Angeles zog. Nachdem er bereits in Deutschland als Fotograf, unter anderen für Magazine wie den Stern arbeitete, gestaltete sich die Arbeitssuche in Hollywood ungleich schwerer. So verdiente er nur knapp 400 US-Dollar im Monat und lebte davon, während er an der UCLA teilweise unbezahlt als Kameramann für kleinere Filmprojekte arbeitete. Und trotz des Versuches sich über Bewerbungsgespräche bei bekannten Kameramännern wie Theo van de Sande, Robby Müller und Mikael Salomon als Assistent zu bewerben, erhielt er keinen dieser Jobs, da er zuvor ebenfalls nicht als Kameramann arbeitete. Sein Onkel Nick Cassavetes empfahl ihn in der Tageszeitung Dramalogue zu inserieren, um einen Job zu erhalten. Es dauerte auch nicht lange, und er durfte die Kamera bei einem Studentenabschlussfilm der UCLA führen.
Anschließend wurde Roger Corman auf ihn aufmerksam und Papamichael drehte für diesen Ende der 1980er Jahre einige Low-Budget-Filme. Teilweise wurden dabei die Filme in 15 Tagen abgedreht, bei Arbeitstagen von 16 bis 18 Stunden, wobei fast 60 Einstellungen abgedreht wurden. Corman selbst interessierte dabei weniger die Qualität als die Tatsache, dass genügend Nackte und Tote zu sehen waren. Von dort aus konnte Papamichael soviel Erfahrung mitnehmen, dass er in Filmen wie Trabbi goes to Hollywood, Colors of Crime und Cool Runnings – Dabei sein ist alles die Kamera übernahm. Seij Schaffen umfasst mehr als 65 Produktionen. Ein Regisseur, mit dem er mehrfach zusammenarbeitete, ist James Mangold.
Bereits 1992 probierte sich Papamichael mit dem Thriller Colors of Crime als Regisseur. Als Kameramann engagierte er den späteren Oscarpreisträger Wally Pfister, den er während seiner Zeit bei Corman kennengelernt hatte. Insgesamt arbeitete Papamichael anschließend an vier weiteren Filmen, nämlich Tödliche Bilder, From Within, Arcadia Lost sowie Lost Angeles als Regisseur.
Phedon Papamichael ist Mitglied der American Society of Cinematographers und wurde bisher für Wild Palms und Rusta - Planet der Tränen mit einer ASC-Nominierung bedacht. 2021 wurde er für The Trial of the Chicago 7 für den Oscar nominiert.
Im Jahr 2024 folgte die Aufnahme in die Europäische Filmakademie, die alljährlich die Europäischen Filmpreise verleiht.

## Leben
Phedon Papamichael ist seit dem 29. Juli 2006 mit Eka Chichua verheiratet und hat mit ihr drei gemeinsame Kinder. Mit diesen wohnt er sowohl in Los Angeles, Kalifornien als auch in Leonidi auf dem Peloponnes, Griechenland.

## Filmografie (Auswahl)
- 1989: Auswegslos (Nowhere to Run)
- 1990: Eine verhängnisvolle Verbindung (Body Chemistry)
- 1990: Rollerboys (The Prayer of the Rollerboys)
- 1990: Straßen des Schreckens (Streets)
- 1991: Trabbi goes to Hollywood (Driving Me Crazy)
- 1992: Colors of Crime (Sketch Artist)
- 1992: Poison Ivy – Die tödliche Umarmung (Poison Ivy)
- 1993: Cool Runnings – Dabei sein ist alles (Cool Runnings)
- 1993: Wild Palms
- 1994: Tödliche Bilder (Dark Side of Genius)
- 1995: Bud und Doyle: Total Bio, garantiert schädlich (Biodome)
- 1995: Entfesselte Helden (Unstrung Heroes)
- 1995: Rusta – Planet der Tränen (White Dwarf)
- 1995: Während Du schliefst (While You Were Sleeping)
- 1996: Ein Licht in meinem Herzen (Unhook the Stars)
- 1996: Phenomenon – Das Unmögliche wird wahr (Phenomenon)
- 1997: Kansas Nights (The Locusts)
- 1997: Mäusejagd (Mousehunt)
- 1998: Patch Adams
- 2000: 27 Missing Kisses
- 2000: The Million Dollar Hotel
- 2001: America’s Sweethearts
- 2001: Viel passiert – Der BAP-Film
- 2002: Moonlight Mile
- 2003: Identität (Identity)
- 2004: Mathilde
- 2004: Sideways
- 2005: The Weather Man
- 2005: Walk the Line
- 2006: 10 Items or Less – Du bist wen du triffst (10 Items or Less)
- 2006: Das Streben nach Glück (The Pursuit of Happyness)
- 2007: Todeszug nach Yuma (3:10 to Yuma)
- 2008: From Within
- 2008: W. – Ein missverstandenes Leben (W.)
- 2010: Arcadia Lost
- 2010: Knight and Day
- 2011: The Descendants – Familie und andere Angelegenheiten (The Descendants)
- 2011: The Ides of March – Tage des Verrats (The Ides of March)
- 2012: Immer Ärger mit 40 (This Is 40)
- 2013: Nebraska
- 2014: Monuments Men – Ungewöhnliche Helden (The Monuments Men)
- 2016: The Huntsman & The Ice Queen (The Huntsman: Winter’s War)
- 2017: Downsizing
- 2019: Le Mans 66 – Gegen jede Chance (Ford v. Ferrari)
- 2020: The Trial of the Chicago 7
- 2023: Indiana Jones und das Rad des Schicksals (Indiana Jones and the Dial of Destiny)
- 2023: Daddio – Eine Nacht in New York (Daddio)
- 2024: Like A Complete Unknown (A Complete Unknown)

## Auszeichnungen
ASC-Awards
- 1994: Outstanding Achievement in Cinematography in Movies of the Week/Pilots – Wild Palms (nominiert)
- 1996: Outstanding Achievement in Cinematography in Mini-Series – Rusta - Planet der Tränen (nominiert)

Camerimage
- 2000: Goldener Frosch – The Million Dollar Hotel (nominiert)
- 2000: Goldener Frosch – 27 Missing Kisses (nominiert)
- 2005: Goldener Frosch – Walk the Line (nominiert)

Oscar
- 2021: Nominierung für The Trial of the Chicago 7